# Phasia truncata
Phasia truncata là một loài ruồi trong họ Tachinidae.